# Olivier Quemener
Pour les articles homonymes, voir Quemener.
Olivier Quemener est un journaliste indépendant français assassiné en Algérie le 1er février 1994, pendant la Guerre civile algérienne.  Il est tué dans la casbah d'Alger alors qu'il y effectuait une enquête pour la télévision.
Son nom est ensuite donné à un prix du FIGRA (Festival International du Grand Reportage d'Actualité) décerné chaque année à partir de 1997. Ce "Prix Olivier Quemener-RSF" est parrainé par Reporters sans frontières pour les valeurs humanitaires et les droits de l'Homme.